# Triplicane

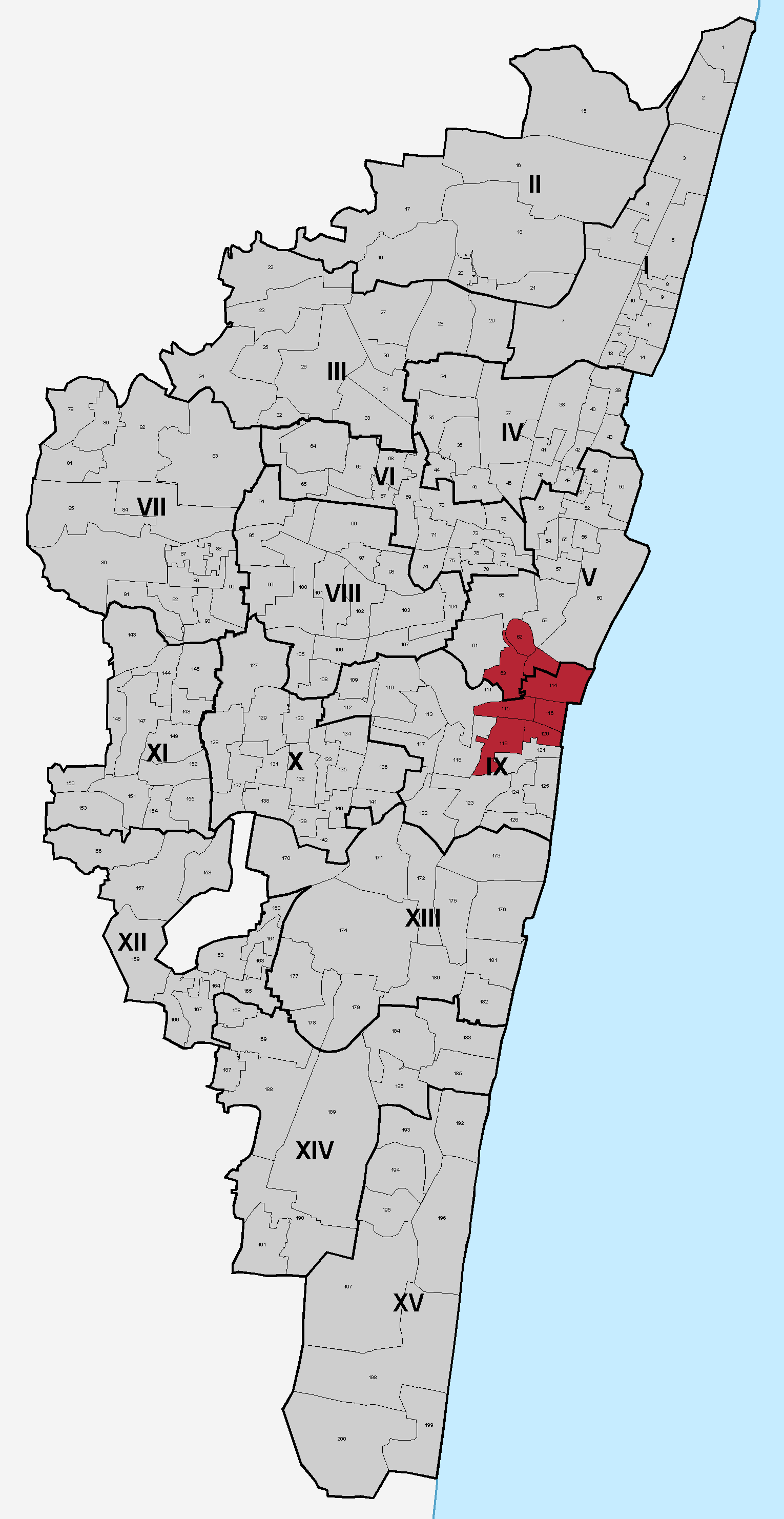
Lage des Wahlkreises Chepauk-Triplicane in Chennai

Triplicane oder Tiruvallikeni (Tamil: திருவல்லிக்கேணி Tiruvallikkēṇi [ˈt̪iɾɯʋalːikːeːɳi]; auch Thiruvallikeni) ist ein Stadtteil von Chennai (Madras), der Hauptstadt des indischen Bundesstaates Tamil Nadu. Triplicane beherbergt das größte Muslim-Viertel Chennais und den vishnuitischen Parthasarathy-Tempel.

## Lage und Ausdehnung

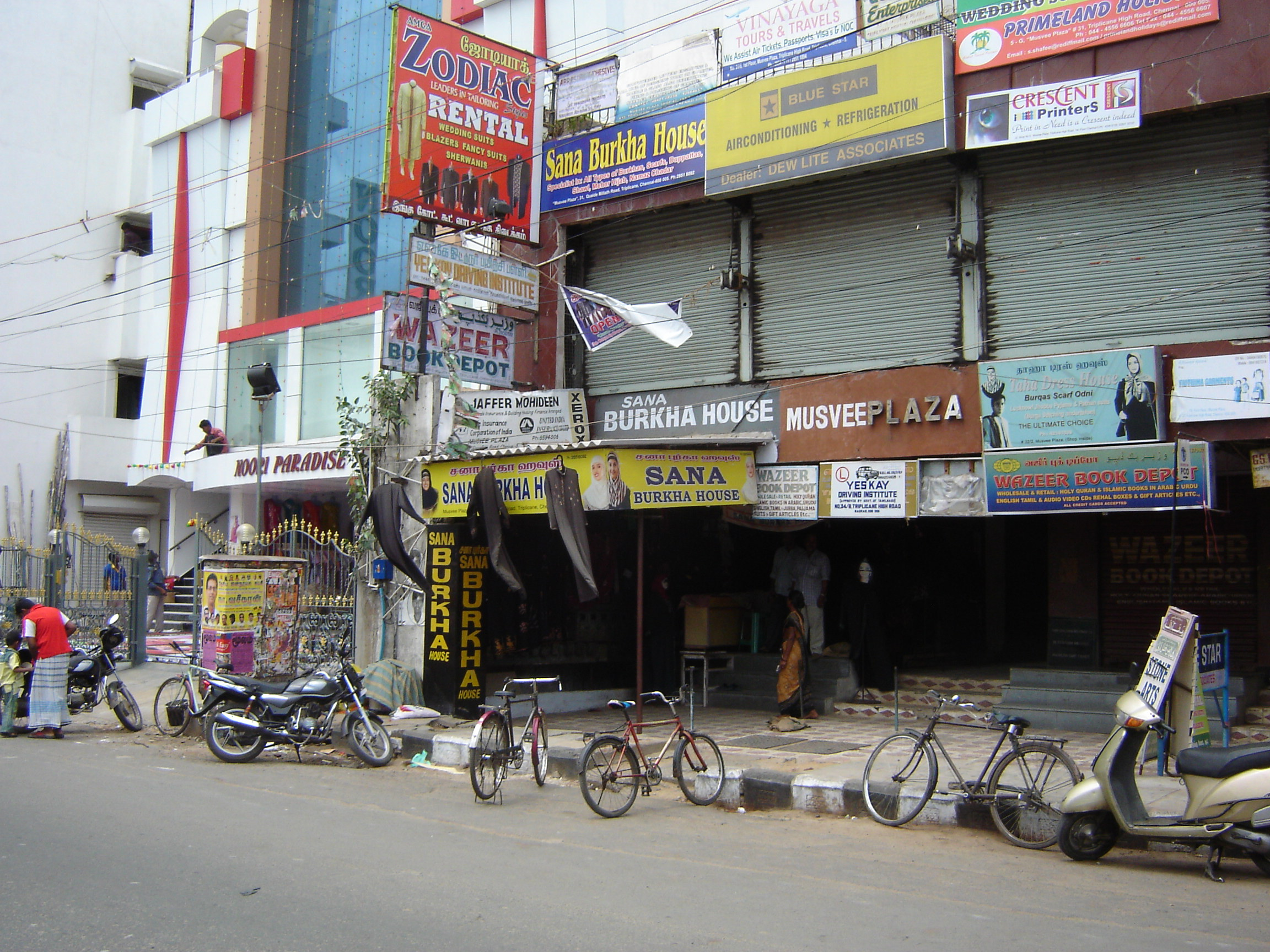
An der Quaide Milleth Salai (Triplicane High Road)

Triplicane liegt im Zentrum Chennais nahe der Küste des Golfs von Bengalen. Die Grenzen des Stadtteils sind nicht genau definiert, Triplicane lässt sich aber gegen die Stadtteile Mylapore im Süden, Royapettah im Westen und Chepauk im Norden abgrenzen. Im Osten liegt der Stadtstrand Marina Beach.
Verwaltungsmäßig gehört das Gebiet von Triplicane zur Zone Teynampet. Bei der Wahl zur Tamil Nadu Legislative Assembly (dem Parlament des Bundesstaats) bildet Triplicane seit 2011 zusammen mit den Nachbarstadtteilen Chepauk und Chintadripet den Wahlkreis Chepauk-Triplicane (Chepauk-Triplicane constituency). Zu diesem gehören die Stadtviertel (wards) 62–63, 114–116 und 119–120. Zuvor hatte Triplicane einen eigenen Wahlkreis gebildet.

## Geschichte
Die Geschichte Triplicanes reicht weitaus weiter zurück als die Chennais, das erst im 17. Jahrhundert als britische Kolonie gegründet wurde. Der Parthasarathy-Tempel von Triplicane geht auf die Zeit der Pallava-Herrscher zurück, die vom 6. bis 9. Jahrhundert von Kanchipuram aus über den Nordteil des heutigen Tamil Nadu herrschten. Im 7./8. Jahrhundert besingen drei der Alvars (vishnuitische Dichterheilige) in ihren devotionalen Hymnen den Tempel von Triplicane. Der Name Triplicane ist eine anglisierte Form von Tiruvallikeni, was auf Tamil so viel wie „heiliger (tiru) Wasserlilien-Teich (alli-keni)“ bedeutet.

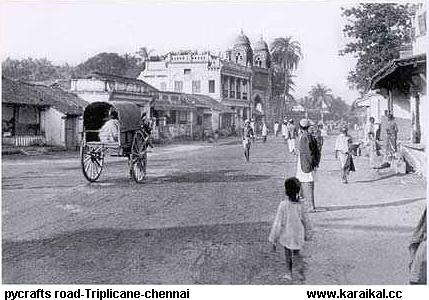
Die Pycrofts Road in Triplicane, 1906

Nachdem die Britische Ostindien-Kompanie 1639 das Fort St. George gegründet hatte, erwarb sie 1659 auch das nahegelegene Dorf Triplicane. Die ersten Muslime hatten sich bereits sich im 17. Jahrhundert während der Besetzung durch das Sultanat Golkonda in Triplicane niedergelassen. Eine größere muslimische Gemeinde entstand in Triplicane, nachdem die muslimische Dynastie der Nawabs von Arcot 1768 ihre Residenz in das nahegelegene Chepauk verlegten. Die Nawabs, die im 18. Jahrhundert einen großen Teil des Nord-Tamil-Nadus kontrolliert hatten gerieten nach und nach in ein Abhängigkeitsverhältnis zu der Britischen Ostindien-Kompanie. 1801 mussten sie ihr Territorium an die Briten abtreten und wurden auf den Status reiner Titularherrscher ohne politische Macht reduziert. Als der letzte Nawab von Arcot 1855 ohne männliche Erben starb, fielen ihre Besitzungen nach der Doctrine of Lapse an die Briten. Ein Verwandter der Nawabs erhielt aber 1867 von den Briten den Titel „Fürst von Arcot“ (Prince of Arcot) und eine Reihe von Privilegien zugesprochen. Die Familie der Fürsten von Arcot residiert bis heute in Triplicane.
Triplicane behielt lange einen dörflichen Charakter. Erst im 20. Jahrhundert wurde es durch die Expansion Chennais zu einem dicht besiedelten Stadtteil.

## Sehenswürdigkeiten

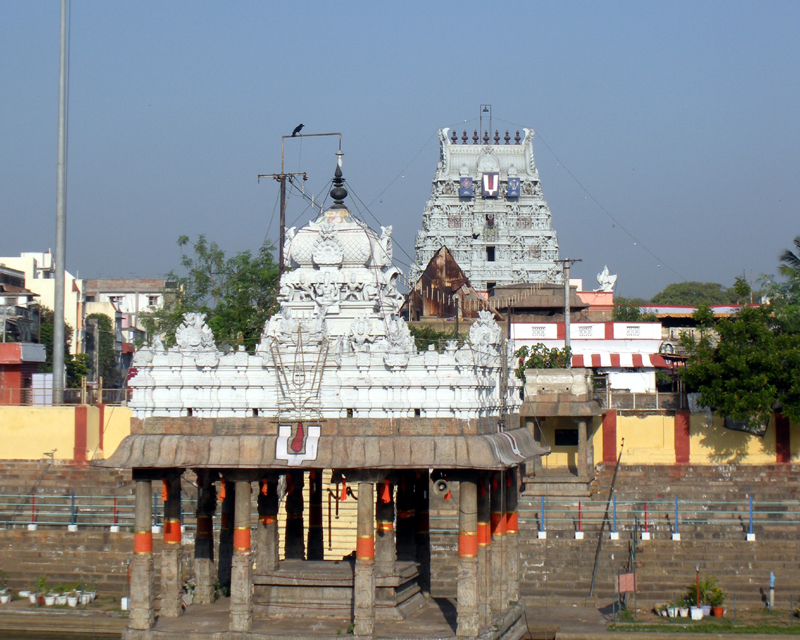
Blick auf den Parthasarathy-Tempel

Im Süden Triplicanes befindet sich das wichtigste vishnuitische Heiligtum Chennais, der Parthasarathy-Tempel. Er ist dem Gott Krishna als Parthasarathy („Wagenlenker Parthas“, d. h. Arjunas) geweiht. In dieser Gestalt erscheint Krishna, ein Avatara des Gottes Vishnu, im Mahabharata-Epos. Neben dem Krishna geweihten Hauptschrein beherbergt der Tempel Nebenschreine für Krishnas Gefährtin Rukmini sowie weitere Avataras Vishnus, namentlich Rama und Narasimha. Der im südindischen Dravida-Stil erbaute Parthasarathy-Tempel geht auf die Zeit der Pallava im 8. Jahrhundert zurück und wurde in den späteren Jahrhunderten mehrfach umgebaut und erweitert. In seiner heutigen Gestalt hat der Tempel einen rund 120 × 42 Meter großen rechteckigen Grundriss. Im Westen und Osten erhebt sich je ein Gopuram (Torturm), vor dem Haupteingang im Osten ist zudem eine Säulenhalle (Mandapa) angebaut. Östlich des Tempels befindet sich ein großer Tempelteich. Das Viertel, das den Parthasarathy-Tempel umgibt, wird bis heute traditionsgemäß von vishnuitischen Brahmanen aus der Kaste der Iyengar bewohnt.

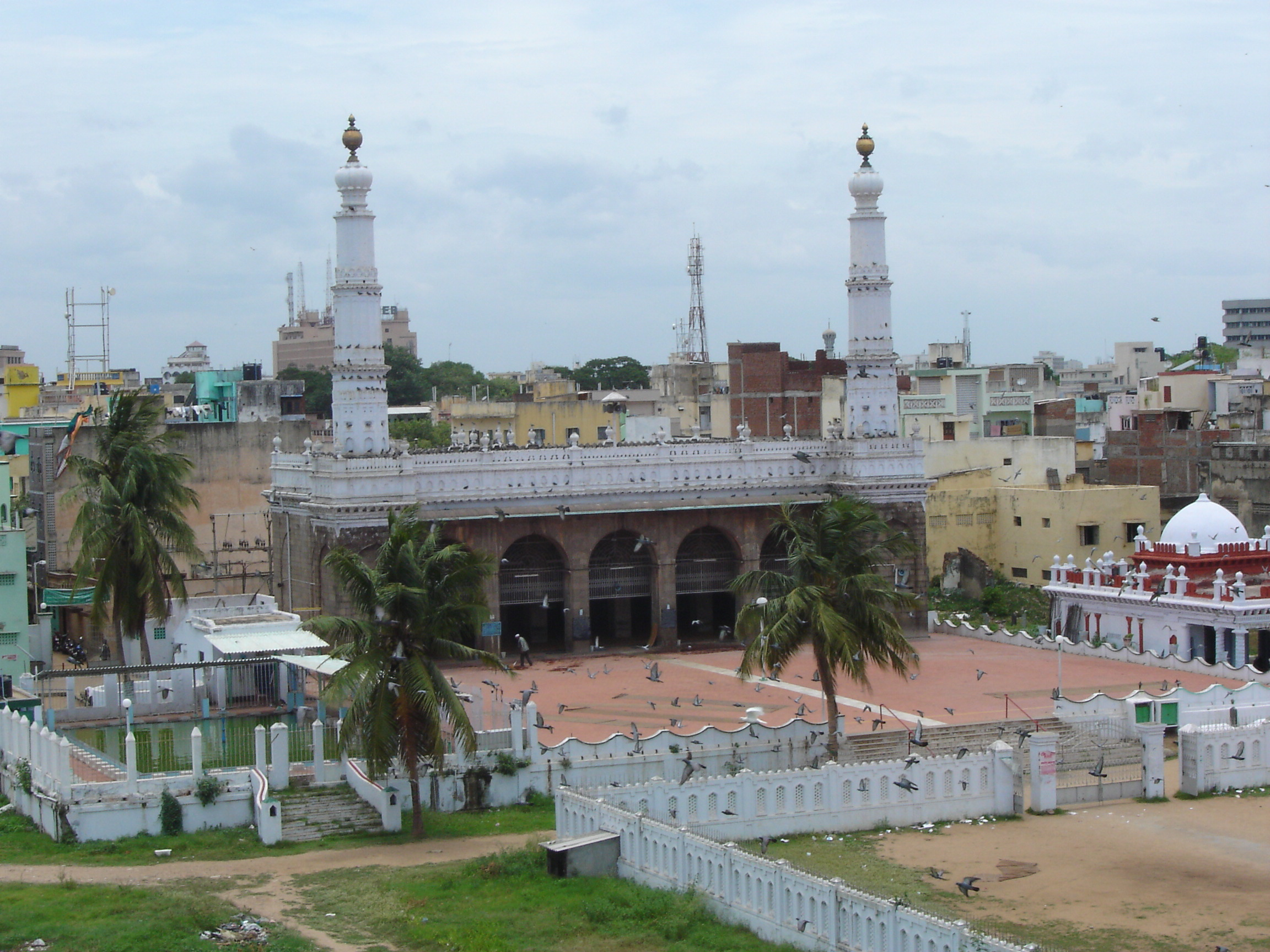
Wallajah-Moschee in Triplicane

Der Nordteil Triplicanes ist dagegen stark muslimisch geprägt. An der Straße Quaide Milleth Salai (ehemals Triplicane High Road) befindet sich die Wallajah Mosque oder „Große Moschee“ (Big Mosque), die wichtigste sunnitische Moschee Chennais. Sie wurde 1795 unter dem Nawab von Arcot Muhammed Ali Khan Wallajah erbaut und wird bis heute von seinen Nachfahren unterhalten. Die aus grauem Granit erbaute Moschee verfügt über zwei Minarette. Sie steht inmitten einer weitläufigen Freifläche, die Platz für große religiöse und kulturelle Zusammenkünfte bietet. Neben der Moschee befinden sich die Gräber des Sufi-Heiligen Maulana Abdul Ali Bahrul Uloom sowie der Nawabs von Arcot.
An der Grenze zwischen Triplicane und dem Nachbarstadtteil Royapettah befindet sich der Amir Mahal. Der im indo-sarazenischen Kolonialstil gehaltene Bau wurde 1798 von der Britischen Ostindien-Kompanie ursprünglich als Verwaltungsgebäude errichtet. Nachdem die Nawabs von Arcot 1855 abgesetzt wurden und ihren bisherigen Palast in Chepauk aufgeben mussten, bauten die Briten als Kompensation den Amir Mahal in einen Palast um und überließen 1876 ihn der Herrscherfamilie als neue Residenz. Bis heute ist er im Besitz der Nachfahren der Nawabs von Arcot.

## Verkehr
Triplicane ist über zahlreiche Stadtbuslinien mit den anderen Stadtteilen Chennais verbunden. Daneben befindet sich in Triplicane der Bahnhof Thiruvallikeni der Hochbahn Chennai Mass Rapid Transit System (MRTS).